# Завадський Володимир Васильович
Володимир Васильович Завадський (рос. Владимир Васильевич Завадский; 11 січня 1978, Новочеркаськ, РРФСР — 28 листопада 2023, Харківська область, Україна) — російський воєначальник, генерал-майор.

## Біографія
Народився у місті Новочеркаськ Ростовської області.
У 1995 році закінчив Ульяновське гвардійське суворовське військове училище.
У 2000 році закінчив Московське вище військове командне училище. Командував мотострілецьким взводом, ротою, батальйоном.
У 2010 році закінчив Загальновійськову академію ЗС РФ. Після закінчення академії обіймав посади заступника командира навчального танкового полку, заступника начальника навчального центру, начальника штабу мотострілецької бригади, командира мотострілецької бригади.
З 2018 по 2021 роки — командир 4-ї гвардійської танкової Кантемирівської дивізії.
У 2021 — 2022 роках — командир 2-ї гвардійської мотострілецької Таманської дивізії.

### Російське вторгнення в Україну (з 2022)
Під час повномасштабного російського вторгнення в Україну командував Таманською дивізією. Брав безпосередню участь у плануванні й проведенні військових операцій в Україні, зокрема у Харківській області. Під час контрнаступу ЗСУ на Харківщині у вересні 2022 року в районі міста Ізюм залишив ввірену йому дивізію як поранений.
28 листопада 2023 року загинув, підірвавшись на міні на території Харківської області. На момент загибелі був заступником командира 14-го армійського корпусу армії РФ. Він став 12-м генералом ЗС РФ, вбитим під час вторгнення в Україну, і сьомим генералом, чию загибель офіційно визнала влада РФ.

## Нагороди
- Медаль «За військову доблесть» 2-го і 1-го ступеня
- Орден Олександра Невського
- Орден Мужності — нагороджений двічі.